# Cladopyxis caryophyllum
Cladopyxis caryophyllum is een soort in de taxonomische indeling van de Myzozoa, een stam van microscopische parasitaire dieren. Het organisme komt uit het geslacht Cladopyxis en behoort tot de familie Cladopyxidaceae. Cladopyxis caryophyllum werd in 1931 ontdekt door Pavillard.